# Pan Guang

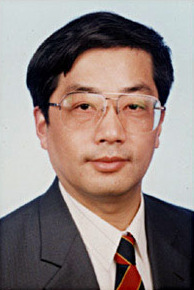
Dr. Pan Guang

Pan Guang (en chino, 潘光; pinyin, Pān Guāng; nacido el 7 de junio de 1947 en Shanghái, China) es un politólogo e historiador chino.

## Vida
Pan Guang nació en Shanghái y se crio en Hainan, en el sur de China. Estudió en la Renmin University en Pekín y en la Donghua University en Shanghái. Hizo el Bachelor en ciencias políticas y además el Master y el doctorado en historia.
En 2005, fue designado miembro del Grupo de Alto Nivel de las Naciones Unidas para la Alianza de Civilizaciones, que fue establecido por el entonces Secretario General, Kofi Annan.

## Profesión
- Presidente del Centro de Estudios Judíos en Shanghái
- Director de SCO Shanghai Cooperation Organization Studies Center en Shanghái
- Vicepresidente de Chinese Society of Middle East Studies
- Director y profesor del Shanghai Center for International Studies and Institute of European & Asian Studies en la Shanghai Academy of Social Sciences (Shanghái Academia de ciencias sociales)

## Publicaciones
- The Jews in China
- Open Door Policy in Asia, Africa and Latin America
- Selected Works on Arab African History
- US War on Iraq (2003)
- From Silk Road to ASEM: 2000 years of Asia-Europe Relations
- China--Central Asia--Russia Relations
- SCO and China’s Role in the War on Terrorism
- Contemporary International Crises
- China’s Success in the Middle East
- China’s Anti-terror Strategy and China’s Role in the War on Terror
- Islam and Confucianism: the Development of Chinese Islam
- Ethnic and Religious Conflicts in Pacific Rim Area
- China and Post-Soviet Central Asia

## Condecoraciones

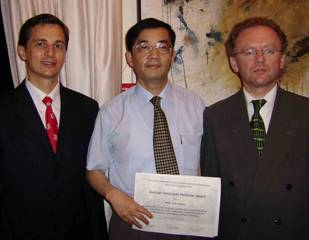
de izquierda a derecha: Michael Prochazka, Pan Guang, Andreas Maislinger (2006)

- 1993: James Friend Annual Memorial Award for Sino-Jewish Studies
- 1996: Special Award for Research on Canadian Jews from China
- 2004: Saint Petersburg-300 Medal for Contribution to China-Russia Relations
- 2006: Austrian Holocaust Memorial Award